# Lill Lindfors

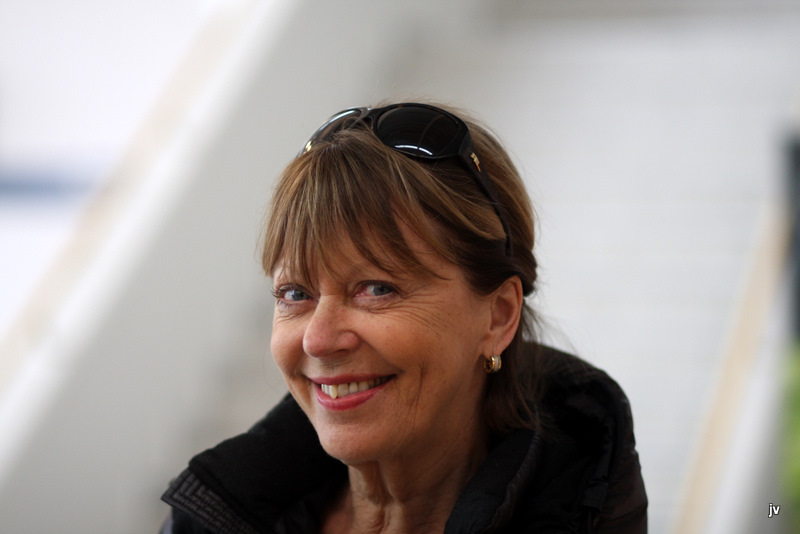
Lill Lindfors (2009)

Maj Lillemor (Lill) Lindfors (* 12. Mai 1940 in Helsinki) ist eine finnlandschwedische Sängerin und TV-Moderatorin.

## Karriere
Lindfors hatte in den 1960er Jahren mehrere Nummer-eins-Hits in Norwegen und Schweden. Sie moderierte in Norwegen, Schweden und Dänemark erfolgreich eigene TV-Shows. Ihre erste deutsche Single No no Cherie erschien 1966 und wurde häufig im Rundfunk gespielt, konnte sich aber trotz eines gewissen Bekanntheitsgrades weder in den Charts noch in den Hitparaden platzieren. Bei ihrer Teilnahme am Eurovision Song Contest 1966 belegte sie zusammen mit Svante Thuresson und dem jazzigen Duett Nygammal vals den zweiten Platz. Im ungewöhnlichen Liedtext geht es um eine Prinzessin, die ihr Leben für einen Tag mit einem Schäfer tauschen will, der Schlagzeug auf einer Pfanne spielt. Dieser Inhalt sorgte in Schweden für Aufsehen und der Titel wird noch heute im Radio gespielt und lebt durch diverse Cover-Versionen immer wieder neu auf.
Im selben Jahr startete sie bei den Deutschen Schlager-Festspielen und belegte den fünften Platz mit Es könnte Liebe sein. Der Titel erschien danach nur als B-Seite der Single Jacky John. Dieser und weiteren in Deutsch gesungenen Singles gelangen trotz des zeitgleichen großen Erfolges schwedischer Sängerinnen wie Siw Malmkvist, Anna-Lena oder Anita Lindblom keine Hitparadennotierungen. Unter der Regie ihres damaligen Mannes Peter Wester, der auch der Vater einer ihrer Töchter ist, drehte Lindfors 1968 zusammen mit Bill Ramsey und anderen schwedischen Schauspielern das Musical Zum Tango gehören zwei. Im selben Jahr moderierte sie die deutsch-belgische TV-Produktion IDEA - Pop und Musik von Jean-Christophe Averty, in der sie den Bee-Gees-Titel Words interpretierte. Die Show wurde am 11. Dezember 1968 im ZDF ausgestrahlt.
1978 gelang Lindfors mit der LP Du är det varmaste jag har einer ihrer größten kommerziellen Erfolge in Schweden. Die Platte erreichte Platz zwei der Charts. 1980 folgte unter dem Titel Och människor ser igen eine LP mit Liedern des norwegischen Komponisten Ketil Bjørnstad.
Der Eurovision Song Contest 1985 in Göteborg wurde von ihr moderiert. Legendär wurde der Moment, als ihr vor laufender Kamera der untere Teil ihres Kleides abriss, sie kurzzeitig überrascht schaute, nur um dann einen Rock zu entfalten. Dies war ein geplanter Gag, den Lindfors heimlich probte und von dem nur wenige Eingeweihte im Vorfeld wussten.
Seit 1998 ist sie UNICEF-Botschafterin.

## Diskografie

### Alben
| Jahr | Titel                          | Höchstplatzierung, Gesamtwochen, AuszeichnungChartsChartplatzierungen (Jahr, Titel, Platzierungen, Wochen, Auszeichnungen, Anmerkungen) | Anmerkungen        |
| Jahr | Titel                          | NO | Anmerkungen        |
| ---- | ------------------------------ | --- | ------------------ |
| 1967 | Du är den ende                 | NO1 (111 Wo.)NO |                    |
| 1968 | Kom i min värld                | NO1 (36 Wo.)NO |                    |
| 1970 | Mellan dröm och värklighet     | NO4 (21 Wo.)NO | mit Bengt Hallberg |
| 1970 | Lill Lindfors / Bengt Hallberg | NO9 (1 Wo.)NO | mit Bengt Hallberg |
| 1972 | Sång                           | NO15 (5 Wo.)NO |                    |
| 1973 | Kom igen!                      | NO7 (11 Wo.)NO |                    |
| 1980 | Och människor ser igen         | NO20 (10 Wo.)NO |                    |
| 2006 | Här är den sköna sommaren      | NO15 (4 Wo.)NO |                    |

### Singles
| Jahr | Titel Album    | Höchstplatzierung, Gesamtwochen, AuszeichnungChartsChartplatzierungen (Jahr, Titel, Album, Platzierungen, Wochen, Auszeichnungen, Anmerkungen) | Anmerkungen |
| Jahr | Titel Album    | NO | Anmerkungen |
| ---- | -------------- | --- | ----------- |
| 1967 | Du är den ende | NO5 (12 Wo.)NO |             |